# Козін Петро Дмитрович
Петро Дмитрович Ко́зін (21 листопада 1926, Камаєво — 22 грудня 2013, Черкаси) — український художник; член Спілки радянських художників України з 1967 року. Заслужений художник України з 2007 року.

## Біографія
Народився 21 листопада 1926 року в селі Камаєвому (нині Ічалківський район Мордовії, Росія). У 1941—1942 роках навчався у Саранській художній школі. З 6 листопада 1943 року проходив службу у Червоній армії. Брав участь у німецько-радянській війні.
Протягом 1950—1956 років навчався у Львівському інституті декоративного та прикладного мистецтва, був учнем Романа Сельського, Йосипа Бокшая, Юрія Щербатенка, Івана Гутурова. Дипломна робота — декоративне тематичне панно «Львівський страйк у 1905 році» (керівник Роман Сельський, оцінка: відмінно, диплом з відзнакою).
У 1953—1963 роках працював у товаристві «Художник» у Львові та у 1956—1958 роках — у Дрогобичі. Одночасно упродовж 1958—1965 років працював у Львівських художньо-виробничих майстернях Художнього фонду УРСР. З 1965 по 1998 рік працював у Черкасських художньо-виробничих майстернях Художнього фонду України. Мешкав у Черкасах в будинку на вулиці Байди-Вишневецького, № 32, квартира № 12. Помер у Черкасах 22 грудня 2013 року.

## Творчість
Працював у галузях станкового живопису (створював жанрові полотна, пейзажі, натюрморти, портрети) та монументально-декоративного мистецтва (автор розписів, мозаїк, вітражів). Серед робіт:
живопис
- «Плотарі» (1961);
- «Жоржини» (1961);
- «Земляк» (1963);
- «Портрет передовика шинного заводу А. Акімова» (1963);
- «В році двадцятому» (1967, Національний музей у Львові);
- «Спогади» (1968);
- триптих «Роки» (1969—1970):
  - «Рік 1941. Мати» (Уманський краєзнавчий музей);
- «Богдан Хмельницький у Мліїві» (1972);
- «Паростки» (1973);
- «Влітку» (1973);
- «Хліб 1945 року» (1974);
- «Балада про солдата» (1974, темпера; Музей історії Корсунь-Шевченківської битви);
- «Натюрморт осінній» (1974);
- триптих «Пам'ять» (1974—1975, темпера);
- «Син полку» (1975);
- «Висота безіменна» (1976—1977);
- «На подвір'ї» (1977);
- «Світло» (1977);
- «Портрет Героя Соціалістичної Праці бригадира будівельників Василя Заболотного» (1977);
- «На Тясмині» (1978);
- «Паляниця» (1978);
- «День осінній» (1978);
- «Рось» (1980);
- «Перший комуністичний суботник» (1980—1983);
- «Ранок» (1981);
- «У Горках» (1981);
- «Мошногорські партизани брати Савченки» (1982);
- «Відродження» (1983);
- «Генерал Микола Ватутін» (1983);
- «Рік 1941 — війна» (1985);
- «Дівчата з Гуляйполя» (1985);
- «У космос» (1987);
- «Біля Вічного вогню» (1988);
- триптих «Із варяг у греки» (1988);
- «Хроніка» (1990);
- «Холодний Яр» (1991);
- «Натюрморт із маскою» (1992);
- «Хрещення» (1992);
- «Вечірній дзвін» (1994);
- «Над Дніпром» (1998);
- «Данило-майстер» (1998);
- «Суд Пілата» (2002);
- «Молитва» (2008).

монументальні твори
- розписи за творами Тараса Шевченка у Львівському університеті (1967, у співавторстві);
- рельєф «Кільце замкнулося» на стелі на місці зустрічі 1-го і 2-го Українських фронтів у місті Звенигородці Черкаської області (1969—1970, кераміка, бетон);
- розпис «Партизани» в Будинку культури у селі Мошнах Черкаської області (1970-ті);
- панно «Світу — мир» у фоє Черкаської тютюнової фабрики (1977—1978, кераміка, шамот);
- мозаїчне панно на фасаді маслосирного заводу у селі Ірклієві Черкаської області (1978);
- панно «Славутич» на турбазі «Придніпровській» Черкаської області (1978—1979, мозаїка — смальта);
- рельєф «Пам'яті 1941—1945 років» у фоє середньої школи № 1 у Корсуні-Шевченківському (1980, кольоровий цемент).

Брав участь в обласних, всеукраїнських і всесоюзних мистецьких виставках з 1945 року. Персональні виставки відбулися у Дрогобичі і Львові у 2002 році, Черкасах у 2002, 2006, 2010 роках.
Крім вище згаданих музеїв роботи художника зберігаються у Черкаському художньому музеї.